# خردگرایی اخلاقی
خردگرایی اخلاقی یا عقل‌گرایی اخلاقی، دیدگاهی در فرااخلاق (مخصوصاً معرفت‌شناسی اخلاق) است که بر اساس آن اصول اخلاقی به صورت پیشینی، تنها با عقل قابل شناخت هستند. برخی از چهره‌های برجسته تاریخ فلسفه که از عقل‌گرایی اخلاقی دفاع کرده‌اند، افلاطون و امانوئل کانت هستند. شاید برجسته‌ترین شخصیت در تاریخ فلسفه که عقل‌گرایی اخلاقی را رد کرده‌است دیوید هیوم باشد. فیلسوفان اخیری که از عقل‌گرایی اخلاقی دفاع کرده‌اند عبارتند از: ریچارد هیر، کریستین کورسگارد، «Alan Gewirth» و «Michael Smith».
عقل‌گرایی اخلاقی شبیه به روایت عقل گرایانه شهودگرایی اخلاقی است. با این حال این دو دیدگاه‌های متمایزی هستند. عقل‌گرایی اخلاقی در مورد اینکه آیا باورهای اخلاقی اساسی از طریق استنتاج شناخته می‌شوند یا نه، بی‌طرف است. یک عقل‌گرای اخلاقی که معتقد است برخی از باورهای اخلاقی به صورت غیر استنتاجی توجیه می‌شوند، یک شهودگرای اخلاقی عقل‌گرا است؛ بنابراین، شهودگرایی اخلاقی عقل‌گرا بر عقل‌گرایی اخلاقی دلالت دارد، اما عکس آن صادق نیست.

## احساسات و عقل
دو شکل اصلی عقل‌گرایی اخلاقی وجود دارد که با دو شکل عمده استدلال همراه است. اگر استدلال اخلاقی مبتنی بر خرد ناب باشد، و از این رو با کشف حقایق شواهد تجربی یا علمی در مورد جهان مشابه باشد، موجودی کاملاً بی‌احساس می‌تواند به حقایق عقل دست یابد. چنین موجودی لزوماً انگیزه عمل به صورت اخلاقی را ندارد. موجوداتی که انگیزه ای برای رفتار اخلاقی ندارند نیز می‌توانند به حقایق اخلاقی برسند، اما برای انجام این کار نیازی به تکیه بر احساسات خود ندارند.
بسیاری از عقل گرایان اخلاقی بر این باورند که استدلال اخلاقی مبتنی بر عقل عملی است که در وهله اول، شامل انتخاب‌هایی در مورد اینکه چه کاری را باید انجام داد یا قصد انجام آن را داشت از جمله چگونگی دستیابی به اهداف شخص می‌باشد. در این دیدگاه، استدلال اخلاقی همیشه شامل حالات احساسی است و از این رو ذاتاً انگیزه‌بخش است. امانوئل کانت این دیدگاه را بیان کرد که اعمال غیراخلاقی نشان‌دهنده تناقض در باور نیست، بلکه نشان دهنده تناقض در اراده است. (یعنی در پایبندی فرد به اصولی که قصد برانگیختن اعمال را با آن آن دارد). توضیح کریستین کورسگارد از استدلال کانتی می‌کوشد نشان دهد که اگر اخلاق واقعاً مبتنی بر استدلال عملی است، این نشان می‌دهد که می‌تواند عینی و جهانی باشد، بدون اینکه نیازی به توسل به مفروضات متافیزیکی سؤال برانگیز باشد.

## انتقادات
نظریه پردازان حس اخلاقی (یا احساسات‌گرایان)، مانند دیوید هیوم، مخالفان اصلی عقل‌گرایی اخلاقی هستند. هیوم در کتاب سوم رساله درباره طبیعت آدمی و در تحقیقی در کاوشی در مبانی اخلاق (EPM) استدلال می‌کند (در میان چیزهای دیگر) که عقل و احساسات (یا همان‌طور که او اغلب آنها را «هیجان یا احساسات» می‌نامد) توانایی‌های کاملاً متمایز از هم هستند و که پایه‌های اخلاق در احساسات نهفته‌است و نه عقل و خرد انسانی. هیوم این استدلال را به عنوان یک وجود مسلم در مورد روان‌شناسی و اخلاق انسانی در نظر می‌گیرد که احکام اخلاقی اساساً دارای ویژگی عاطفی، احساسی یا غیر منطقی یا شناختی هستند. به گفته هیوم، «... اخلاق را احساسات تعیین می‌کند. او همچنین فضیلت را هر عمل ذهنی یا کیفیتی که به تماشاگر احساس خوشایندی می‌دهد تعریف کرده و رذیلت را برعکس آن» (EPM, Appendix 1, ¶۱۰۱۰).

## جستاهای وابسته
- اخلاق
- فلسفه غرب